# 캠프 코프
캠프 코프(Camp Cope)는 오스트레일리아의 인디 록 밴드로, 2015년 빅토리아주 멜버른에서 결성되었다.

## 음반 목록
- Camp Cope (2016)
- How to Socialise & Make Friends (2018)